# Double Six Tragedy

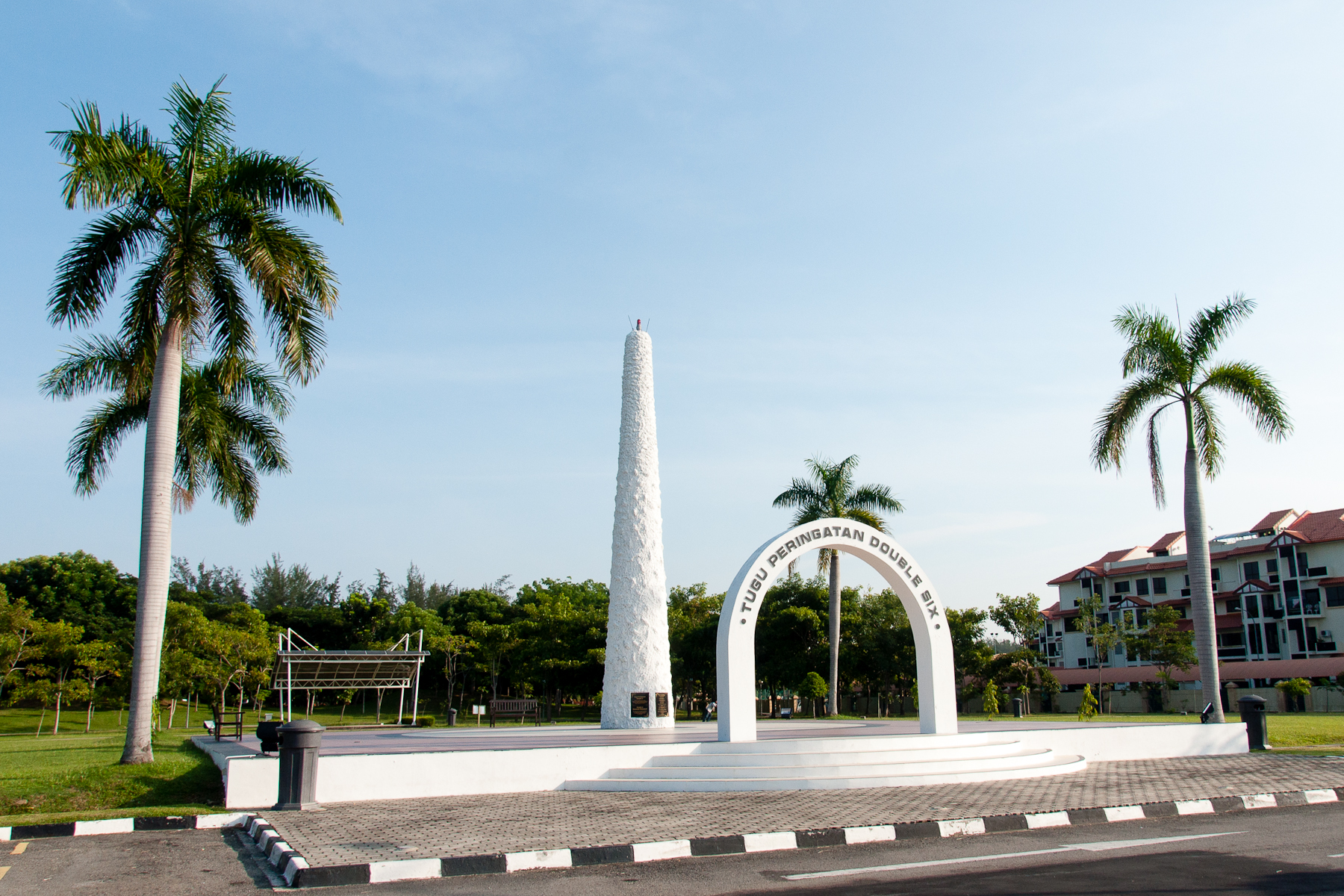
Double Six Monument im Stadtteil Sembulan

Double Six Tragedy (deutsch Doppel-Sechs-Tragödie), auch bekannt als Double Six Crash, bezeichnet den Flugzeugabsturz vom 6. Juni 1976 in Kota Kinabalu, Malaysia. Das aus Labuan kommende Flugzeug der Sabah Air stürzte beim Landeanflug auf den Kota Kinabalu International Airport im Vorort Sembulan ab. Bei dem Absturz wurden alle Insassen des Flugzeugs getötet, darunter Tun Fuad Stephens, der damalige Ministerpräsident von Sabah. Die Bezeichnung Double Six leitet sich aus dem Tag und dem Monat des Unfalldatums her und hat sich in Malaysia unter diesem Namen in das kollektive Gedächtnis eingeprägt.

## Passagiere
Das Flugzeug beförderte Politiker und Mitglieder der Landesregierung des Bundesstaats Sabah. Außer dem Ministerpräsidenten waren folgende Personen an Bord:
- Finanzminister Datuk Salleh Sulong,
- Minister für Wohnungswesen und kommunale Verwaltung Datuk Peter Mojuntin,
- Minister für Kommunikation und Arbeit Chong Thien Vun,
- Assistenz-Minister Darius Binion,
- Staatssekretär im Finanzministerium von Sabah Datuk Wahid Peter Andau,
- Direktor der Abteilung für Wirtschaftsplanung Dr. Syed Hussein Wafa,
- Isak Atan (Privatsekretär von Tengku Razaleigh Hamzah),
- Corporal Said Mohammad (Bodyguard von Tun Fuad Stephens),
- Captain Gandhi Nathan (der Pilot) und
- Johari Stephens, der älteste Sohn von Tun Fuad Stephens.

## Ursachen für den Absturz
Bei dem Flugzeug handelte es sich um eine australische GAF Nomad N-22B. Der Unfall geschah auf dem Rückflug von Labuan, wo sich die Politiker mit dem malaysischen Finanzminister Tengku Razaleigh und dem Ministerpräsidenten von Sarawak, Rahmaa Yakop, getroffen hatten. Die Maschine stürzte um 15:50 Uhr beim Landeanflug auf den alten Flughafen von Kota Kinabalu ab. Der Grund für den Absturz ist ungeklärt. Unmittelbar nach dem Unfall gab es aufgrund der damaligen politischen Umstände Spekulationen über ein Verbrechen. Die Australische Regierung schickte vier Ermittler, die bei der Ursachenermittlung helfen sollten. Ein mechanischer Fehler konnte ausgeschlossen werden, aber vorläufige Untersuchungen deuteten auf eine mögliche Überladung als einer der Faktoren für den Absturz hin. Der wahre Grund für den Flugunfall blieb im Dunkeln; die Untersuchungsakten wurden zur Verschlusssache erklärt.
Bereits am folgenden Tag wurde der bisherige Stellvertretende Ministerpräsident von Sabah, Harris Salleh, als 6. Ministerpräsident von Sabah vereidigt.

## Mahnmal
Der Ort des Absturzes ist mit dem Double Six Monument (malaiisch Tugu Peringatan Double Six), einem Mahnmal in Form eines Steinobelisken, markiert, das kurz nach dem Unfall errichtet wurde. Das Mahnmal befindet sich im Stadtteil Sembulan innerhalb des Grace Garden Gebäudekomplexes in Kota Kinabalu, Sabah an der Jalan Pantai Sembulan.